# Marko Mladovan
Marko Mladovan, slovenski fotograf in inženir elektronike, * 14. oktober 1936, Rožna Dolina. 
Rodil se je 14. oktobra 1936 na Ajševici pri Gorici, kjer je opravil osnovno šolo. Leta 1956 je zaključil gimnazijo v Novi Gorici, univerzo v Ljubljani pa leta 1962. Po končanem študiju se je zaposlil v Novi Gorici.
Prvo srečanje s fotografijo je imel v gimnazijskih letih. V času študija v Ljubljani se je vključil v foto krožek v Akademskem kolegiju, kjer je svoje posnetke razvijal v klubski temnici. Tu je prvič razvijal tudi barvno fotografijo.
Po srečanju z Milenkom Peganom, tedanjim predsednikom Foto kino kluba Nova Gorica, se je leta 1970 včlanil v Foto kino klub Nova Gorica in se istega leta tudi udeležil drugega natečaja Dia Primorska 1970.
Na več kot 180 razstavah v Sloveniji in v tujini je imel sprejetih nad 370 del in prejel več kot 40 nagrad in pohval. Za razstavljena dela je leta 1983 prejel naziv F1 FZS in leta 1993 naziv AFIAP. V letu 1974 se je uvrstil med 10 najboljših razstavljalcev v Sloveniji.
V foto klubu je skoraj 40 let opravljal razna administrativna dela, in bil 9 let predsednik kluba. Prejel je srebrno plaketo Borisa Kidriča konference ljudske tehnike zveze za tehnično kulturo Jugoslavijje (1982) in leta 1989 priznanje Fotografske zveze Slovenije ob Dnevih jugoslovanske fotografije 1989. Puharjeva nagrada 1994 za delo v FZS. 
Leta 2010 je prejel zahvalo Foto kluba Nova Gorica za dolgoletno sodelovanje in vodenje klubskih dejavnosti.